# ヒメハギ属
ヒメハギ属（ヒメハギぞく、学名：Polygala、和名漢字表記：姫萩属）はヒメハギ科の属の一つ。ヒメハギ科は、新しいAPG植物分類体系では科の上位分類である目がヒメハギ目からマメ目に移されている。

## 特徴
一年草または多年草、まれに半低木。葉はふつう互生し、托葉はない。花は紫色、白色または黄色で、枝先また葉腋からふつう総状花序をだす。萼片は離生し、5個ある。花弁は3個で、うち下方の1個の基部は雄蕊筒の基部と合着し、先端には細裂する房状の付属体があり、他の2個は多くは発達しない。雄蘂は8個で花糸の下部が鞘状になって合着する。子房は上位で2室。果実は蒴果となり、2つの種子が入る。
世界の温帯に450-500種知られ、低木状のものは亜熱帯に多い。日本には5種あり、うち3種が日本では絶滅危惧種である。

## 種

### 日本に分布する種
- ヒメハギ Polygala japonica Houtt. -多年草。日本の他、朝鮮、中国、フィリピン、インドシナ、ヒマラヤに分布する。
- リュウキュウヒメハギ Polygala longifolia Poir. -一年草。沖縄の久米島に分布。絶滅危惧IA類(CR)（2012年環境省レッドリスト）。国外では中国南部、インドシナ、インド、マレーシアに分布する。
- シンチクヒメハギ Polygala polifolia C.Presl -一年草。奄美大島、徳之島、沖縄諸島に分布する。絶滅危惧IA類(CR)（2012年環境省レッドリスト）。国外では中国本土、台湾、フィリピン、ジャワ、ニューギニアなどに分布する。
- カキノハグサ Polygala reinii Franch. et Sav. -多年草。本州の近畿地方、中部地方西部、静岡県に分布する。
- ヒナノキンチャク Polygala tatarinowii Regel -一年草。絶滅危惧IB類(EN)（2012年環境省レッドリスト）。日本の他、朝鮮、中国、フィリピン、東南アジア、インド、シベリア東部に分布する。

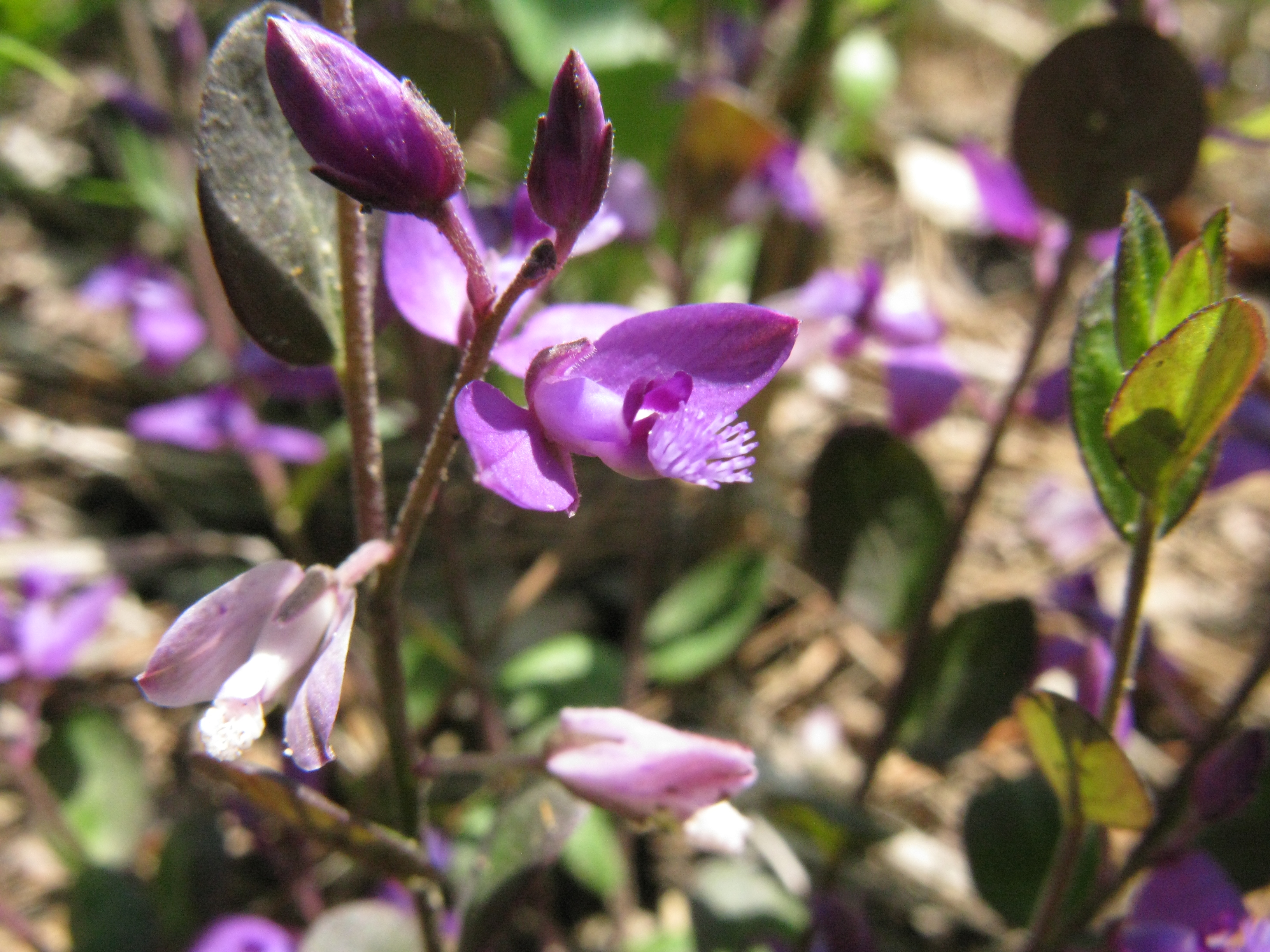
ヒメハギ
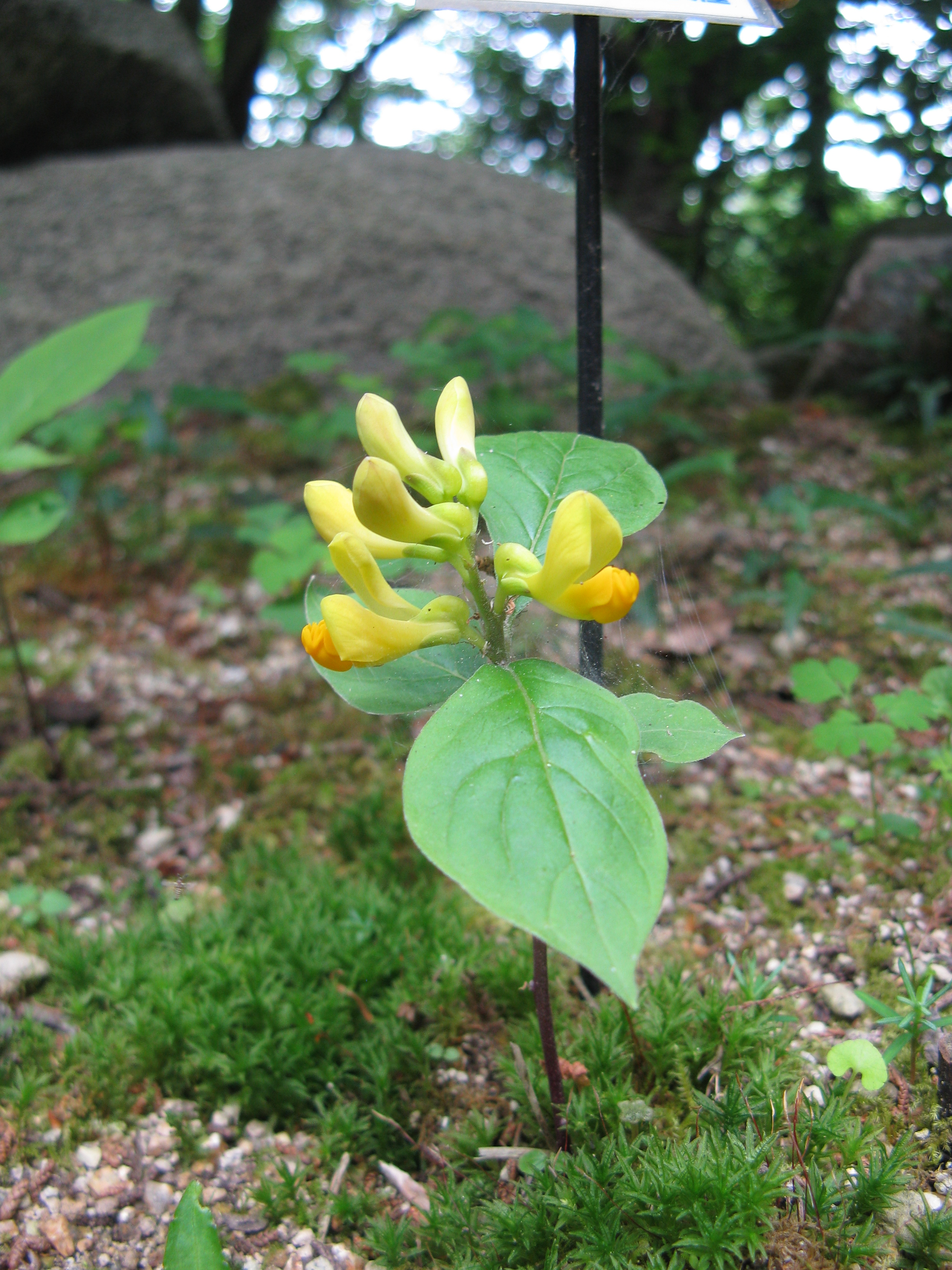
カキノハグサ
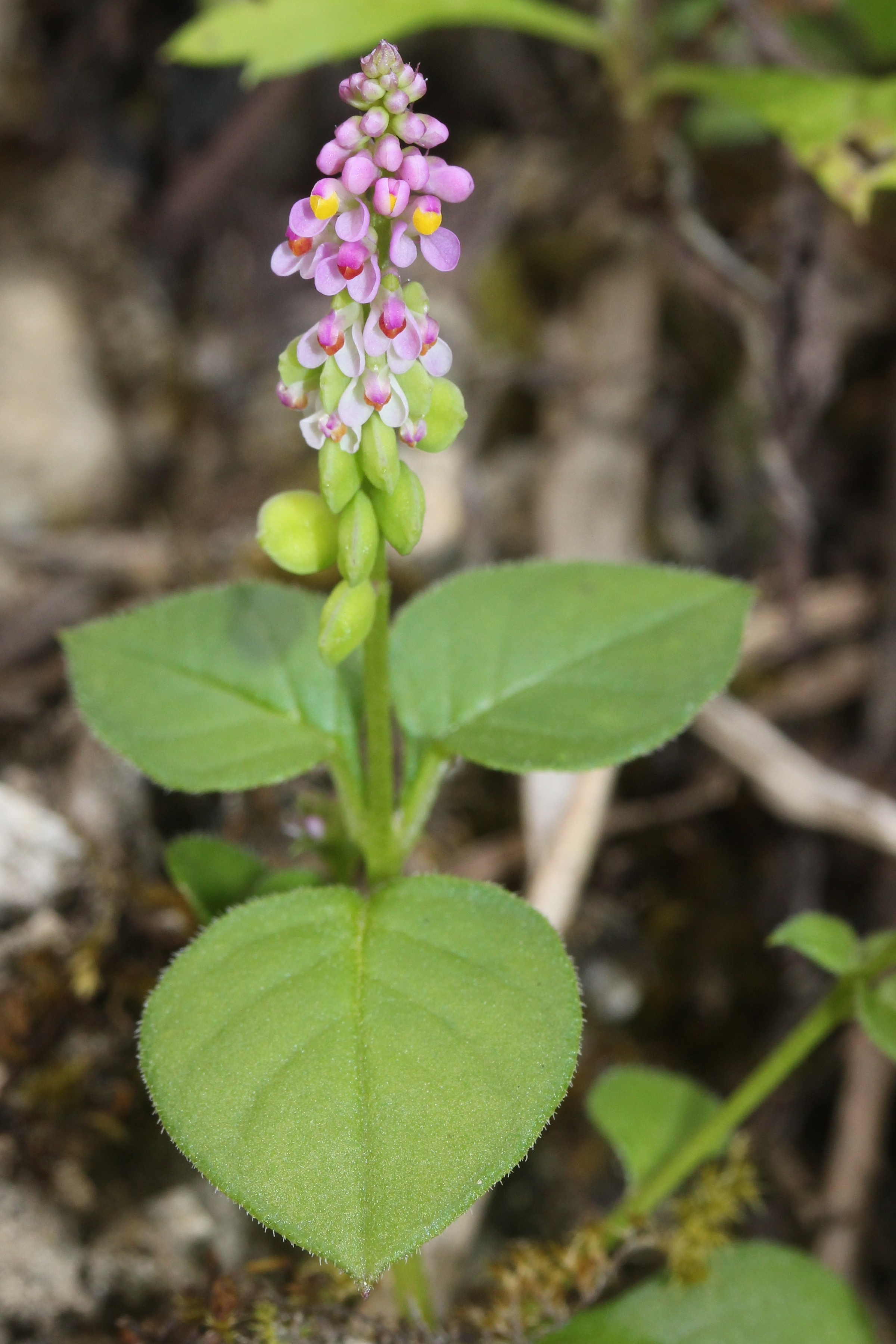
ヒナノキンチャク

### 帰化、栽培種、他
- ハリヒメハギ Polygala ambigua Nutt.
- コバナヒメハギ Polygala paniculata L.
- カンザシヒメハギ Polygala sanguinea L.
- セネガ Polygala senega L.
- オオヒメハギ Polygala sibirica L.
- イトヒメハギ Polygala tenuifolia Willd.
- クルマバヒメハギ Polygala verticillata L.

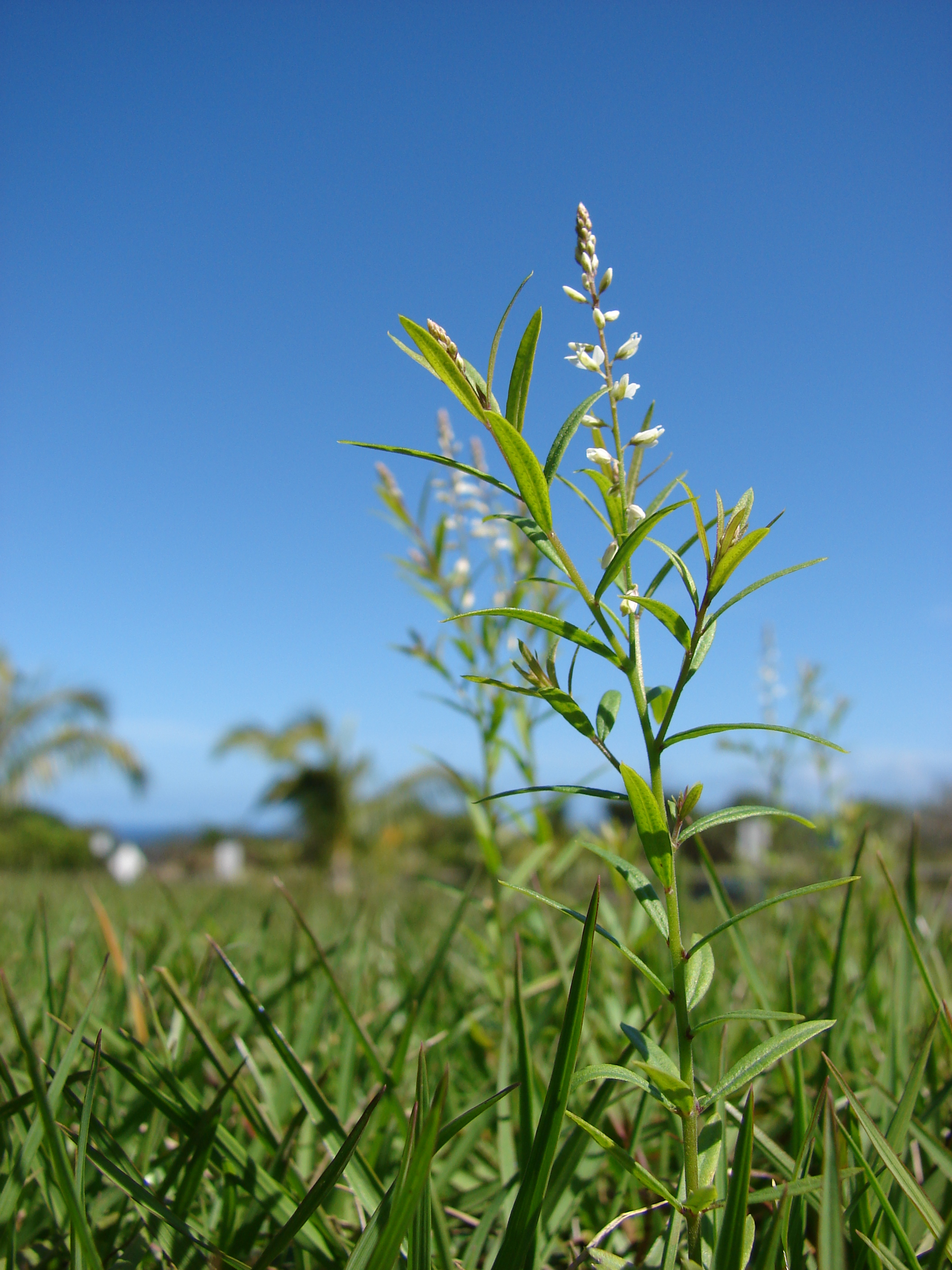
コバナヒメハギ Polygala paniculata
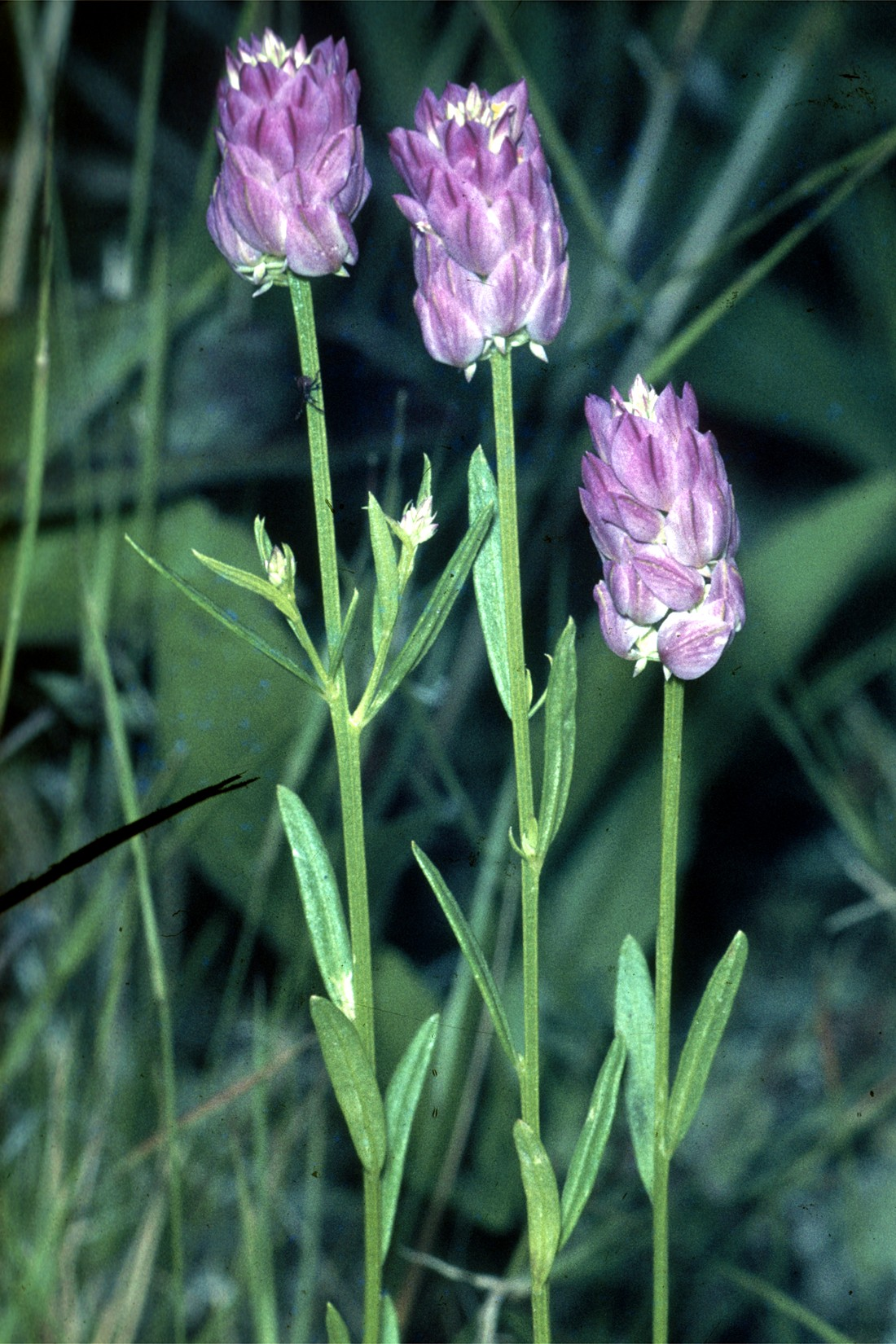
カンザシヒメハギ Polygala sanguinea
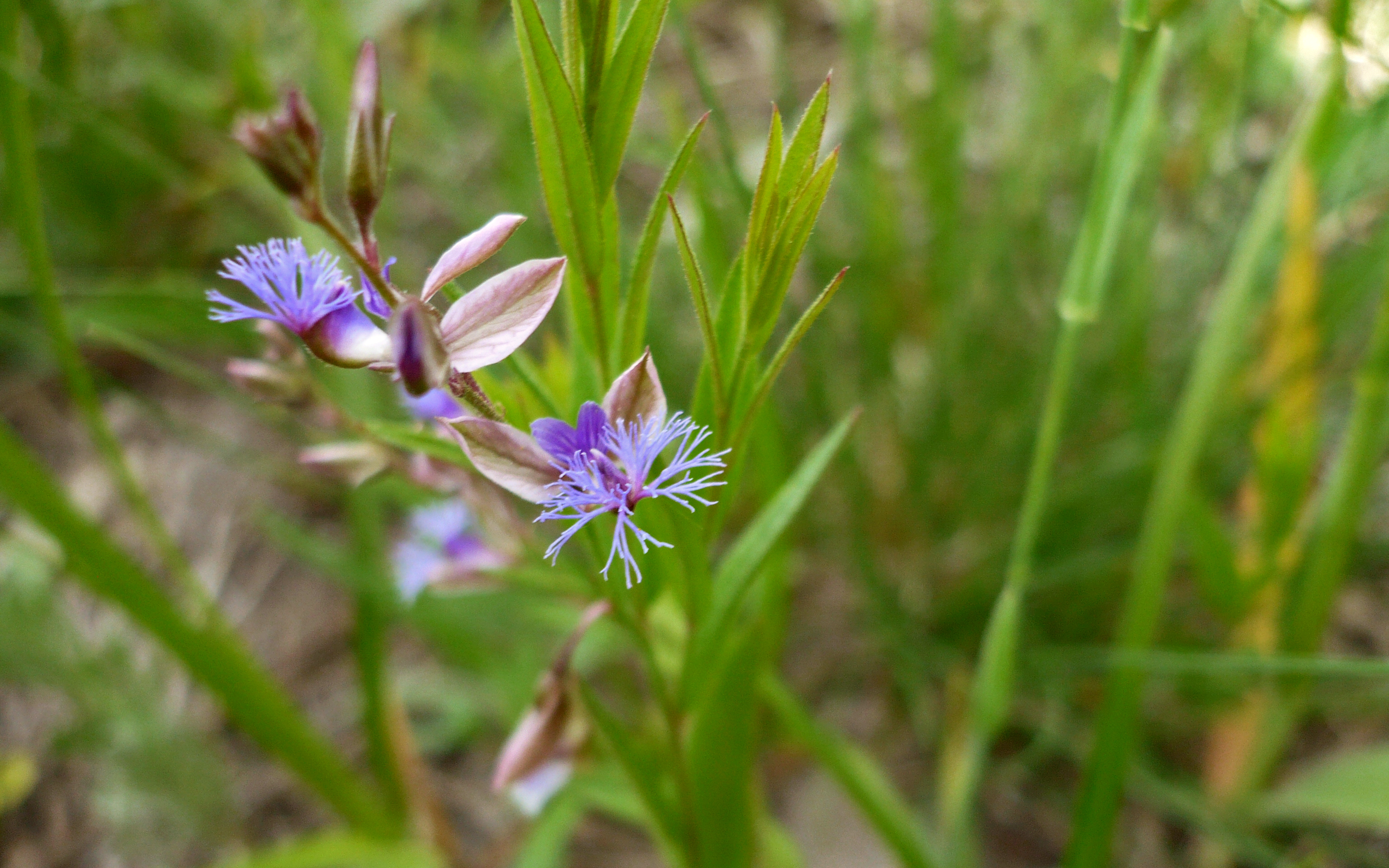
オオヒメハギ Polygala sibirica